# Rejon mamontowski
Rejon mamontowski (ros. Мамонтовский район) – rejon na terenie wchodzącego w skład Rosji syberyjskiego Kraju Ałtajskiego
Rejon leży w środkowej części Kraju Ałtajskiego i ma powierzchnię 2297 km². Na jego obszarze żyje ok. 14,8 tys. osób; całość populacji stanowi ludność wiejska, gdyż w skład tej jednostki podziału terytorialnego nie wchodzi żadne miasto. Ludność rejonu zamieszkuje w 20 wsiach.
Ośrodkiem administracyjnym rejonu jest  wieś Mamontowo.
Rejon został utworzony w 1924 r.